# Bartolomeo Tortoletti
Bartolomeo Tortoletti est un poète et érudit italien, né à Vérone en 1560, mort à Rome en 1648.

## Biographie
Né à Vérone, vers l’année 1560, il étudia la théologie, prit les ordres et vécut à Rome sous le pontificat d’Urbain VIII. Il fut très-lié avec Leone Allacci, qui nous a donné un assez long catalogue de ses ouvrages. Il appartenait à l’Accademia degli Umoristi, dans laquelle il prononça jusqu’à huit discours pour défendre Pompée contre les accusations d’Alessandro Guarini. Il entra en lice avec Nicola Villani, auteur estimé de deux satires latines sur les mœurs de Rome. Loin de l’emporter sur son compétiteur, il en releva encore le mérite par la faiblesse de l’attaque. Tortoletti composa aussi des mémoires sur la révolution excitée par le duc d’Ossuna. Cette relation, à laquelle il avait donné le titre de Motus Ossunianus Neapolitanus, parut à son insu à Venise : il en fut tellement irrité, qu’il ne voulut pas communiquer au libraire des notes importantes qu’il avait rassemblées pour une nouvelle édition. Il mourut à Rome peu après l'année 1647, dans un âge très-avancé.

## Œuvres
- Ossuniana conjuratio, qua Petrus Ossunæ regnum neapolitanum sibi desponderat, Venise, 1623, in-4°, anonyme ;
- Giuditta vittoriosa, poème héroïque. Rome, 1628, in·8°, fig. ;
- Juditha vindex et vindicata, ibid., 1628, in-4°. C’est aussi un poème en cinq chants, et en hexamètres latins, sur le même sujet que le précédent. Il est suivi d’un long commentaire en prose, qui n’est que l’apologie de l’ouvrage.
- Ad satyram Dii Vestram Fidem, Antisatyra tyberina ; et Actio apologetica adversus satyram Dii, etc., Francfort, 1630, in-8°. La seconde de ces pièces n’est qu’un discours en prose, contenant à peu près les mêmes idées que l’auteur avait déjà exprimées dans la Contre-satire.
- Academia Pampeiana seu defensio Magni Pompei in administratione belli civilis, Rome, 1639, in-8° ;
- Laurus Gallica, ad J. cardinalem Mazarinum, Paris, 1647, in-4°.

Tortoletti a traduit en latin les vers grecs composés par Allacci à l'occasion du doctorat de Gabriel Naudé, son ami, et publiés à Rome en 1633. Il a aussi traduit du grec l’Eridanus du même Allacci, poème dédié au Cardinal Antonio Barberini, publié à Rome en 1635.
Il a donné aussi quelques pièces au théâtre.